# Betnijah Laney
Betnijah Laney, coniugata Hamilton (Clayton, 29 ottobre 1993), è una cestista statunitense, professionista nella WNBA.

## Carriera
È stata selezionata dalle Chicago Sky al secondo giro del Draft WNBA 2015 con la 17ª chiamata assoluta.
Con gli Stati Uniti ha disputato i Campionati mondiali del 2022.

## Vita privata
È sposata con Jordan Hamilton, anch'egli cestista.

## Statistiche

### College
| Anno      | Squadra            | PG  | PT  | MP   | TC%  | 3P%  | TL%  | RP   | AP  | PRP | SP  | PP   |
| --------- | ------------------ | --- | --- | ---- | ---- | ---- | ---- | ---- | --- | --- | --- | ---- |
| 2011-2012 | Rutgers S. Knights | 32  | 11  | 20,9 | 37,8 | 27,8 | 65,6 | 3,9  | 0,9 | 0,6 | 0,1 | 6,0  |
| 2012-2013 | Rutgers S. Knights | 30  | 29  | 31,1 | 36,4 | 19,0 | 66,7 | 5,0  | 1,9 | 1,3 | 0,2 | 9,7  |
| 2013-2014 | Rutgers S. Knights | 35  | 35  | 33,8 | 43,5 | 30,0 | 74,7 | 8,5  | 2,9 | 1,3 | 0,3 | 11,8 |
| 2014-2015 | Rutgers S. Knights | 32  | 32  | 36,2 | 48,6 | 39,5 | 70,4 | 10,7 | 2,9 | 1,8 | 0,2 | 15,8 |
| Carriera  | Carriera           | 129 | 107 | 30,6 | 42,6 | 28,9 | 69,9 | 7,1  | 2,2 | 1,2 | 0,2 | 10,9 |

### WNBA

#### Regular Season
| Anno     | Squadra         | PG  | PT  | MP   | TC%  | 3P%  | TL%  | RP  | AP  | PRP | SP  | PP   |
| -------- | --------------- | --- | --- | ---- | ---- | ---- | ---- | --- | --- | --- | --- | ---- |
| 2015     | Chicago Sky     | 32  | 2   | 12,8 | 39,4 | 0,0  | 69,6 | 2,1 | 0,6 | 0,5 | 0,2 | 2,9  |
| 2016     | Chicago Sky     | 8   | 1   | 5,3  | 16,7 | 0,0  | 100  | 0,6 | 0,1 | 0,1 | 0,0 | 1,0  |
| 2018     | Connecticut Sun | 29  | 0   | 9,3  | 47,1 | 11,1 | 90,9 | 1,7 | 0,7 | 0,4 | 0,0 | 2,7  |
| 2019     | Indiana Fever   | 34  | 27  | 25,8 | 36,2 | 30,3 | 58,1 | 4,2 | 1,7 | 1,4 | 0,1 | 5,6  |
| 2020     | Atlanta Dream   | 22  | 22  | 33,5 | 48,1 | 40,5 | 82,7 | 4,9 | 4,0 | 1,6 | 0,1 | 17,2 |
| 2021     | N.Y. Liberty    | 32  | 32  | 33,4 | 45,1 | 31,2 | 78,7 | 4,1 | 5,2 | 0,7 | 0,1 | 16,8 |
| 2022     | N.Y. Liberty    | 9   | 6   | 28,3 | 42,2 | 37,9 | 87,5 | 3,3 | 2,8 | 0,4 | 0,1 | 11,2 |
| 2023     | N.Y. Liberty    | 40  | 40  | 30,0 | 49,9 | 39,2 | 79,1 | 3,3 | 2,4 | 0,9 | 0,1 | 12,8 |
| 2024†    | N.Y. Liberty    | 28  | 25  | 30,3 | 45,6 | 40,2 | 90,6 | 4,2 | 3,3 | 1,1 | 0,0 | 11,8 |
| Carriera | Carriera        | 234 | 155 | 24,4 | 45,1 | 35,9 | 79,9 | 3,3 | 2,4 | 0,9 | 0,1 | 9,5  |

#### Playoffs
| Anno     | Squadra      | PG | PT | MP   | TC%  | 3P%  | TL%  | RP  | AP  | PRP | SP  | PP   |
| -------- | ------------ | -- | -- | ---- | ---- | ---- | ---- | --- | --- | --- | --- | ---- |
| 2015     | Chicago Sky  | 1  | 0  | 2,0  | -    | -    | -    | 0,0 | 0,0 | 0,0 | 0,0 | 0,0  |
| 2021     | N.Y. Liberty | 1  | 1  | 37,0 | 45,5 | 42,9 | 66,7 | 4,0 | 3,0 | 1,0 | 0,0 | 25,0 |
| 2022     | N.Y. Liberty | 3  | 3  | 24,3 | 41,9 | 25,0 | 87,5 | 4,0 | 3,3 | 0,7 | 0,3 | 11,3 |
| 2023     | N.Y. Liberty | 10 | 10 | 36,1 | 47,3 | 36,5 | 73,3 | 4,1 | 3,0 | 0,8 | 0,0 | 15,2 |
| 2024†    | N.Y. Liberty | 11 | 11 | 27,3 | 36,9 | 29,4 | 100  | 2,9 | 2,5 | 1,1 | 0,2 | 7,0  |
| Carriera | Carriera     | 26 | 25 | 29,7 | 43,2 | 34,0 | 80,6 | 3,4 | 2,7 | 0,9 | 0,1 | 11,1 |

## Palmarès
- WNBA Most Improved Player (2020)
- WNBA All-Defensive First Team (2020)
- WNBA All-Defensive Second Team (2023)